# شقواص أليساني
الشَّقْوَاص الأًلِيسَانِيّ (سُمِّي بالأليساني لأنه يشبه جنس الأَلِيس، من اللاتينية alyssoides) نوع نباتي يتبع جنس الشقواص والفصيلة اللاذنية، اسمه العلمي Halimium alyssoides (Lam.) K.Koch.